# Семибоярщина
Семибоярщина ― прийнята істориками назва уряду Московського царства з семи бояр періоду Смутного часу (1610—1613 рр.) 
Поразка військ Василя Шуйського і запрошених ним за Виборзьким трактатом союзних шведських військ Якоба Делагарді від військ Речі Посполитої під Клушино (24 червня 1610 року), остаточно підірвала хиткий авторитет «боярського царя», проте переможці не поспішали захоплювати Москву. Боярська дума обрала Владислава IV царем, але він не прийняв православ'я і не прибув на вінчання на царювання. 

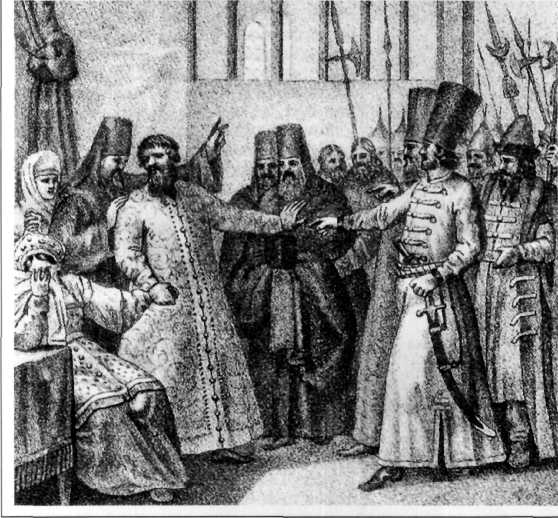
Насильницький постриг Василя Шуйського (1610 р.). Гравюра П. Іванова. XIX століття.

## Назва «Семибоярщина»
При описі сучасників Смутного часу джерелами боярських комісій зустрічаються обороти про «седмочисленных боярах». Словотвір «Семибоярщина» зустрічається пізніше, в XIX столітті. У повісті О. О. Бестужева-Марлінського «Наїзди, повість 1613 року» (1831), термін «Семибоярщина» зустрічається вперше. 

## Кількість обраних бояр
Боярські комісії під час відсутності царя формувалися і раніше. Як правило, склад цих груп обмежувався сімома персонами або трохи більше чи менше. Григорій Котошихін пише з цього приводу: 
 «А йдучи в похід на війну, або по монастирях молитися, або для гуляння в дальні і в ближні місця, для оберігання двору свого царського і Москви, наказує одній людині боярину, а з ним товаришам окольничим дві людини, і  так само думним дворянам дві людини, і думним дяком» 

## Скликання Земського собору
Боярська дума не могла обирати царя без участі Земського собору, проте становище вимагало швидкого прийняття рішення. Тому відразу після повалення царя за Серпуховськими воротами Москви були скликані ті представники земства, які були в наявності. Події описуються по різному. У Миколи Костомарова : 
 «Захар Ляпунов з Салтиковим і Хомутовим зійшли на високе Лобне місце і стали запрошувати бояр, патріарха, духовних, дворян, дітей боярських і весь православний народ на всенародні збори за Серпуховськими воротами. Народ звідусіль повалив за Серпуховські ворота. З'їхалися туди бояри. Прибув і патріарх » 
 У московського літописця дії викладені більш жорстко: 
 «Вся Москва і ввійшла до міста (тобто в Кремль) і бояр взяша і патріарха Єрмогена насильством і повели за Москву-ріку до Серпуховских воріт». 
 У цьому випадку дослідники стикаються з казусом права. В період відсутності голови держави необхідна політична воля і виконання закону, але силовий тиск на одного (або кількох) представника влади можна розцінити як незаконний акт, а отже і рішення Земського собору в цьому випадку може бути визнано нелегітимним. Не менш важливим є питання, а чи було зібрання людей, скликаних через сполох, дійсно собором? За даними дослідника В. М. Латкіна, який використовував матеріали Столяровского хронографа, де перераховані чини, які були присутні на Соборі 1610 року Земський Собор скликали в мінімальному складі. 
 «І бояри, князь Федір Іванович Мстиславській, та всі Бояри, і Окольничв, і Думні люди, і Стольники, і Стряпчі, і Дворяни, і гості, і торгові кращі люди з'їжджалися за місто ...» 
С. Ф. Платонов пояснює наявність в Москві земських чинів з провінції тим, що вони перебували в столиці по службі. 

## Склад
1. Князь Федір Іванович Мстиславський — рік народження невідомий, службу розпочав у 1575 році. До описуваного моменту очолював Боярську думу. Під час міжцарів'я його вплив зріс, він очолив переговори з поляками. Політика не відрізнялася активністю, орієнтувався на конкретний момент. Помер, не залишивши нащадків, в 1622.
2. Князь Іван Михайлович Воротинський — рік народження невідомий, в 1573 році вже воєвода в Муромі. До описуваного моменту пережив заслання, невдачі і перемоги у війні, був політиком з досвідом. Претендував згодом на престол, але поступившись в політичній боротьбі Романовим, поїхав послом до майбутнього царя кликати його на царство. Помер в 1627 році.
3. Князь Андрій Васильович Трубецькой — рік народження невідомий, на військовій службі з 1573 року. Діяльність військового і управлінського характеру. До описуваного моменту брав участь у війні зі Стефаном Баторієм, кримчаками, лівонцами, шведами, українцями, очолював війська в декількох містах, брав участь у дипломатичних місіях. Наданий боярством на честь вінчання на царство Бориса Годунова 3 вересня 1598 р. Не цурався місництва. Помер без потомства в 1611 році.
4. Князь Андрій Васильович Голіцин (пом. 19  1611).
5. Князь Борис Михайлович Ликов-Оболенський (1576 — 2      1646).
6. Боярин Іван Микитович Романов (пом. 23 жовтня 1640).
7. Боярин Федір Іванович Шереметєв (пом. 1650).